# Xérophagie
La xérophagie est une tradition de l'église primitive qui consiste à s'alimenter exclusivement de pain et de fruits secs pendant le temps qui correspond au carême. Xérophagie est aussi un terme de médecine, signifiant diète sèche.

## Étymologie
Le mot xérophagie provient du grec xêrophagia, composé de ξηρός (xêros), sec et de φαγεῖν (phagein), manger.

## Caractéristiques
D'après Adrien Baillet, la xérophagie était une forme de jeûne spontanée et populaire à l'époque du paléochristianisme. Cette pratique était très prisée par les Montanistes, qui faisaient « deux semaines de xérophagie dans chacun de leurs trois Carêmes de l'année ».
Voici la description précise de cette pratique : 

« On ne s'y abstenait pas seulement de viande et de vin, mais encore de tout assaisonnement de ce qu'on mangeait, de tout ce qui avait beaucoup de suc, des fruits qui étaient agréables au goût et surtout ceux qui approchaient plus de la saveur du vin, comme les pommes. On y faisait entrer aussi le retranchement du bain, afin de ne rien omettre de tout ce qui pouvait contribuer à mortifier ou à négliger le corps. »

Il existe par ailleurs différents degrés de xérophagies :
- le pain et l'eau étaient accompagnés d'herbes et de racines ;
- le pain et l'eau étaient assaisonnés avec du sel ;
- le pain et l'eau se mangeaient seuls[4].